# 2019年尼泊爾地旁莊直升機墜毀事故
2019年尼泊爾达布莱宗直升機墜毀事故發生在2019年2月27日，一架王朝航空的歐直AS350松鼠一型直升機在达布莱宗区县墜毀。涉事客機載有6名乘客和1名機師，原定由达布莱宗县前往德拉通县。直升機在达布莱宗起飛時，天氣惡劣，下雨下雪。事故造成機上7人全部身亡，包括旅遊及民航部長拉賓德拉·普拉薩德·艾德希卡里。根據《加德滿都郵報》的報導，直升機機師曾報告指地旁莊機場附近出現大降雪，「不能降落」。尼泊爾標準時間下午1時30分，王朝航空獲悉事件。
直升機在巴蒂帕尔扬瓦拉克的希斯内科拉墜毀，尼泊爾警方指出拉賓德拉·普拉薩德·艾德希卡里和另一乘客的屍體仍可辨認。直升機失蹤後的片刻，达布莱宗居民向警方報案表示聽到巨響、看到濃煙和大火。其中一名目擊者－蘇拉吉·帕达賴（Suraj Bhattarai）向警方表示「直升機變得支離破碎，遍佈周圍」。據報直升機撞向久杰達達山後墜落希斯内科拉。

## 背景

### 肇事飛機
法國製造的歐直AS350松鼠一型直升機為王朝航空的機隊之一，直升機可以搭載5名乘客和1名機師，但事發時載有6名乘客。直升機的機師為Prabhakar KC 。

### 任務
尼泊爾文化、旅遊、民航部長拉賓德拉·普拉薩德·艾德希卡里前往地旁莊視察興建中的久汉坦達機場。雪人航空總經理昂·次仁·夏爾巴亦有隨行。視察行程結束後，隨團人員前往尼泊爾最重要的寺廟巴蒂帕拉德维寺參觀。參觀完畢後，他們便乘機返回加德滿都。

## 後續
尼泊爾總理及部長理事會辦公室宣布2019年2月28日為全國哀悼日，悼念墜毀事故中的遇害者。房屋事務部長拉姆·巴哈杜爾·塔帕表示「所有教育機構、政府部門和使館將會關閉，並下半旗致哀，悼念離我們而去的靈魂」。
週三中午，遇難者的其中四人屍體抵達蘇基答。區域首席官阿努吉·班達里（Anuj Bhandari）表示：「該處曾下大雪，我們未能發現所有屍體。我們會在明天再次嘗試」，他補充墜毀地點位於山坡之上，亦令行動變得更難。
尼泊爾總理卡德加·普拉萨德·奥利和前總理帕苏巴·卡麦尔·达哈尔向媒體表示：「國家失去了一個可靠的年輕領袖，因为文化、旅遊、民航部長拉賓德拉·艾德希卡里很可能已经死亡」。 
雪人航空和塔拉航空宣布取消所有3月1日的航班，以悼念夏爾巴的離世。兩間公司發表聲明：「我們，雪人航空和塔拉航空家庭，对尼泊尔航空企业家先驱之一、常务董事夏爾巴的过早离世表示震惊与懊恼」「为了纪念他并表达我们的悼念，故向所有乘客发出这份通知，我们于2019年3月1日的所有航班都被取消」。
乘客及机师的遗体于2月28日中午12时10分运抵加德滿都。尼泊尔共产党表示所有的遗体都会以国家荣誉在尼泊尔的林格庙（Ramghat）火化。而在葬礼之前，艾德希卡里的遗体安置在纳耶巴扎尔的展览中心以供瞻仰 ，并会在博克拉火化。

## 傷亡
| 國籍   | 遇害者 | 遇害者   | 總共 |
| 國籍   | 乘客   | 機組人員 | 總共 |
| ------ | ------ | -------- | ---- |
| 尼泊尔 | 6      | 1        | 7    |

## 外部連結
- 航空安全网上的2019年尼泊爾地旁莊直升機墜毀事故（页面存档备份，存于）